# Lily Williams
Lily Williams (ur. 24 czerwca 1994 w Tallahassee) – amerykańska kolarka torowa i szosowa, mistrzyni świata i brązowa medalistka olimpijska.

## Kariera
Pierwszy sukces w karierze osiągnęła w 2019 roku, kiedy zdobyła złoty medal w drużynowym wyścigu na dochodzenie podczas igrzysk panamerykańskich w Limie. W tym samym roku zajęła drugie miejsce w tej samej konkurencji na mistrzostwach panamerykańskich w Cochabambie. Następnie zdobyła złoty medal w drużynowym wyścigu na dochodzenie na torowych mistrzostwach świata w Berlinie w 2020 roku. Podczas igrzysk olimpijskich w Tokio razem z koleżankami z reprezentacji wywalczyła brązowy medal w drużynowym wyścigu na dochodzenie. 